# Circuit du Forez
Le Circuit du Forez est une course cycliste française, organisée de 1920 à 1942 dans le Forez, essentiellement autour de la ville de Saint-Étienne, chef-lieu du département de la Loire.

## Palmarès
| Année | Vainqueur          | Deuxième          | Troisième          |
| ----- | ------------------ | ----------------- | ------------------ |
| 1920  | Joseph Normand     | Fernand Grange    | Gineys             |
| 1921  | Louis Voisin       | Maxime Reynaud    | Henri Volland      |
| 1922  | Joseph Normand     | François Robert   | Pierre Bachellerie |
| 1923  | José Pelletier     | Fernand Grange    | Claudius Faure     |
| 1924  | Pierre Bachellerie | Joseph Normand    | Joannès Hivert     |
| 1925  | Joseph Normand     | Louis Voisin      | Léon Chené         |
| 1926  | Francis Bouillet   | François Robert   | Alfred Monnet      |
| 1927  | Benoît Faure       | François Robert   | Roger Pipoz        |
| 1928  | Roger Pipoz        | François Robert   | Pierre Bachellerie |
| 1929  | Louis Bajard       | Pascual Martí     | Alfred Monnet      |
| 1930  | Julien Moineau     | Bernardino Scimia | Ernest Neuhard     |
| 1931  | Joseph Soffietti   | Henri Poméon      | Pascual Martí      |
| 1932  | Giuseppe Cassin    | Bernardino Scimia | Eugène Faure       |
| 1933  | Antoine Pellet     | Roger Pipoz       | Pascual Martí      |
| 1934  | Antoine Pellet     | Victor Ferrari    | Antoine Meilland   |
| 1935  | Giuseppe Cassin    | Antoine Pellet    | Lucien Lamure      |
| 1936  | Joseph Soffietti   | Paul Giguet       | Bernardino Scimia  |
| 1937  | Louis Aimar        | Nello Troggi      | Oreste Bernardoni  |
| 1938  | Claudius Planche   | Albert Chavanis   | Stéphane Gros      |
| 1939  | Julián Berrendero  |                   |                    |
| 1941  | Raymond Tabener    | Robert Crochet    | Albert Chavanis    |
| 1942  | Oreste Bondetti    | Charles Sablière  | Blaise Quaglieri   |